# Тенгинский 77-й пехотный полк

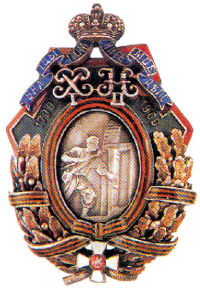
Знак Тенгинского 77-го полка

77-й пехотный Тенгинский Его Императорского Высочества Великого князя Алексея Александровича полк — пехотная воинская часть Русской императорской армии. Старшинство — 25 июня 1700 года. Полковой праздник — 29 июня. Дислокация — Ахалцих Тифлисской губернии. С 1819 года входил в состав 20-й пехотной дивизии Отдельного Кавказского корпуса, принимал активное участие в Кавказской войне.

## История
25 июня 1700 года — сформирован Ивана Бернера Белозерский полк (затем переформированный в Санкт-Петербургский гарнизонный полк).
В 1726—1790 годах под названием Тенгинского в русской армии числился пехотный полк, сформированный в 1700 году Иваном Бернером. Его батальоны были переданы на формирование Санкт-Петербургского и Московского гренадерских полков.
По другим данным, полк Ивана Бренера, с 1708 года именовавшийся Белозерским пехотным (с 1712 года — гарнизонным) (с 1725 года — Кронверский, с 1727 года — Копорский), в 1764 году преобразован в гарнизонный батальон с дислокацией в Санкт-Петербурге). В 1796 году — на основе пяти гарнизонных батальонов Санкт-Петербурга сформирован мушкетерский генерала от инфантерии Архарова полк, в 1801 году получивший наименование Тенгинского. Полк, изначально носивший именование «Тенгинский», был сформирован в 1726 году для Низового корпуса, квартировал в крепости Тенги (Теньги), по которой и получил название. Расформирован в 1790 году.
- 1796 — Сформирован в Санкт-Петербурге из лучших людей пяти гарнизонных батальонов как мушкетёрский генерала от инфантерии Архарова 1-го.
- 14 сентября 1797 — Мушкетёрский генерал-майора графа Эльмпта (Эльма?) полк.
- 18 октября 1798 — Мушкетёрский генерал-майора Уколова полк.
- 21 октября 1798 — Мушкетёрский генерал-майора графа Эльмпта полк.
- 10 марта 1800 — Мушкетёрский генерал-майора Фомина полк.
- 11 марта 1800 — мушкетёрский генерал-майора Бороздина 1-го полк.
- 7 мая 1800 — мушкетёрский генерал-майора князя Горчакова 3-го полк.
- 18 июня 1800 — Мушкетёрский генерал-майора фон Гриненталя 1-го полк.
- 27 октября 1800 — Мушкетёрский генерал-майора князя Щербатова полк.
- 31 марта 1801 — Тенгинский мушкетёрский полк.
- 22 января 1811 — Тенгинский пехотный полк.
- 4 ноября 1819 — Приказом командира Отдельного Кавказского корпуса переименован в Суздальский пехотный полк.
- 26 мая 1825 — Переименован в Тенгинский пехотный полк.
- 21 марта 1834 — Присоединены 1-й и 2-й батальоны Крымского пехотного полка и 2-й батальон Козловского пехотного полка.
- 8 ноября 1840 года военный министр генерал-адъютант граф Чернышев приказал сохранить навсегда имя Архипа Осипова, погибшего в Михайловском укреплении, в списках I гренадерской роты Тенгинского полка[3].

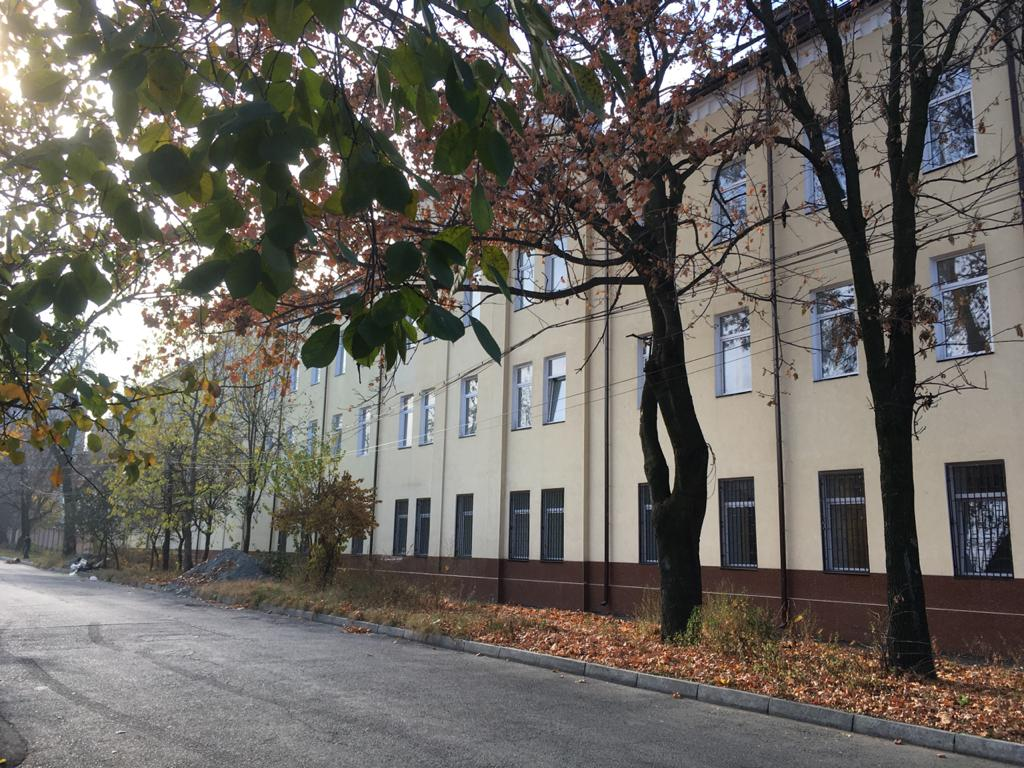
Здание бывших казарм Тенгинского полка на Тенгинской улице во Владикавказе

- 25 марта 1864 — 77-й пехотный Тенгинский полк.
- 19 июня 1868 — 77-й пехотный Тенгинский Его Императорского Высочества великого князя Алексея Александровича полк.
- 15 ноября 1908 — 77-й пехотный Тенгинский полк.

### Участие в боевых действиях
- декабрь 1806 — в составе 4 пехотной дивизии кн. Голицына, участник сражения при Пултуске.
- январь 1807 — сражение при Прейсиш-Эйлау.
- июнь 1807 — сражение при Фридланде.
- август 1808 — вторжение в Финляндию (Русско-шведская война (1808—1809)).
- октябрь 1808 — сражение при Индесальми.
- август 1809 — сражение при Севаре.
- 1812 — в составе корпуса П. Х. Витгенштейна.
- июнь 1812 — сражение у Свольны и Полоцка.
- октябрь 1812 — взятие Полоцка, сражение при Чашниках.
- апрель-май 1813 — Лютцен и Бауцен.
- август 1813 — Кульм.
- октябрь 1813 — Лейпциг.
- 1814 г. — в составе 14 пд (г-м Гельфрейх), бригада г-м Лялина. Взятие Арси. Взятие Парижа. Награжден «походом за военное отличие».
- 1815—1819 — на квартирах в Псковской губернии. 18 февраля 1818 г. пожалованы новые знамёна при сохранении старых.
- с августа 1819 года — на Кавказе.
- март 1840 — оборона Михайловского укрепления.
- Полк — активный участник Первой мировой войны. Отличился во многих сражениях, в том числе Люблин-Холмском 1915 г.[4]

Именем полка названа одна из улиц Владикавказа. На этой улице полк квартировал с 1842 по 1894 года.

## Шефы полка
- 27.11.1796 — 14.09.1797 — генерал от инфантерии Архаров, Николай Петрович
- 14.09.1797 — 18.10.1798 — генерал-майор граф Эльмпт, Филипп Иванович
- 18.10.1798 — 21.10.1798 — генерал-майор Уколов, Александр Петрович
- 21.10.1798 — 10.03.1800 — генерал-майор (с 18.05.1799 генерал-лейтенант) граф Эльмпт, Филипп Иванович
- 10.03.1800 — 11.03.1800 — генерал-майор Фомин, Андрей Константинович
- 11.03.1800 — 03.05.1800 — генерал-лейтенант Бороздин, Михаил Михайлович
- 03.05.1800 — 18.06.1800 — генерал-майор князь Горчаков, Василий Николаевич
- 18.06.1800 — 26.09.1800 — генерал-лейтенант Куприянов, Аника Фёдорович
- 26.09.1800 — 27.10.1800 — генерал-майор фон Гриненталь, Николай Адольфович
- 27.10.1800 — 23.09.1804 — генерал-майор князь Щербатов, Алексей Григорьевич
- 04.10.1804 — 24.02.1810 — полковник (с 12.12.1807 генерал-майор) Ершов, Пётр Иванович
- 25.02.1810 — 01.09.1814 — полковник (с 03.01.1813 генерал-майор) Лялин, Дмитрий Васильевич
- 19.06.1868 — 15.11.1908 — Великий князь Алексей Александрович.

## Командиры полка
- 20.12.1796 — 07.12.1797 — полковник Елагин
- 10.07.1798 — 06.10.1798 — полковник Будберг, Иван Яковлевич
- 19.06.1798 — 01.02.1802 — майор Колен, Антон Антонович
- 01.02.1802 — 09.01.1803 — полковник Сорокин, Михаил Матвеевич
- 17.02.1803 — 03.08.1806 — майор (с 06.12.1804 подполковник) Колен, Антон Антонович
- 03.08.1806 — 12.03.1812 — полковник Пестель, Андрей Борисович
- 16.04.1812 — 13.12.1815 — майор (с 11.02.1813 подполковник) Беллинсгаузен, Фридрих Христианович
- 13.12.1815 — 04.11.1819 — подполковник (с 28.08.1817 полковник) Оранский, Иван Степанович
- 31.05.1820 — 05.03.1826 — подполковник Тихоцкий, Яков Михайлович[6]
- 05.03.1826 — 06.01.1829 — подполковник Сагинов, Захар Павлович[7]
- 06.01.1829 — 31.07.1833 — подполковник (с 22.08.1832 полковник) Лисаневич, Тихон Тихонович[8]
- 31.07.1833 — 30.03.1834 — командующий подполковник Шостенко, Иван Данилович[9]
- 30.03.1834 — 25.11.1838 — полковник (с 03.04.1838 генерал-майор) Кашутин, Василий Алексеевич
- 25.11.1838 — 02.10.1840 — командующий подполковник Выласков (Вылазков), Пётр Васильевич[10]
- 02.10.1840 — 07.10.1846 — полковник Хлюпин, Семён Ильич[11]
- 07.10.1846 — 29.03.1850 — полковник Левкович, Александр Иванович[12]
- 23.05.1850 — 19.07.1853 — полковник (с 02.06.1852 генерал-майор) Верёвкин, Александр Николаевич[13]
- 19.07.1853 — 11.10.1858 — полковник (с 26.08.1856 генерал-майор) Опочинин, Алексей Петрович[14]
- 11.10.1858 — 25.06.1861 — полковник (с 28.01.1860 генерал-майор) Баженов, Александр Алексеевич[15][16]
- 25.06.1861 — 21.09.1861 — полковник Молоствов, Герман Владимирович[16][17]
- 21.09.1861 — 16.05.1865 — флигель-адъютант полковник князь Святополк-Мирский, Николай Иванович[18]
- 16.05.1865 — 12.02.1871 — полковник Ковалёв, Иван Данилович
- 12.02.1871 — 08.01.1877 — полковник Муравьёв, Александр Михайлович
- 08.01.1877 — 07.06.1877 — полковник Залесский, Николай Васильевич
- 07.06.1877 — хх.хх.1879 — полковник Шиманский, Андрей Иванович
- 19.05.1879 — 28.11.1880 — полковник Андриевич, Владимир Константинович[19]
- 28.11.1880 — 13.06.1890 — полковник Щелкачёв, Василий Матвеевич[20]
- 19.07.1890 — 08.03.1892 — полковник Крузенштерн, Павел Карлович
- 29.05.1892 — 06.11.1895 — полковник Кривошей, Георгий Ефимович
- 06.11.1895 — 02.08.1898 — полковник Рыльский, Василий Осипович
- 04.08.1898 — 16.03.1900 — полковник Шерфер, Николай Николаевич
- 27.04.1900 — 03.01.1904 — полковник Снарский, Александр Александрович
- 03.01.1904 — 12.11.1905 — полковник Альфтан, Владимир Алексеевич
- 21.01.1906 — 03.03.1912 — полковник Эггерт, Виктор Викторович
- 31.03.1912 — 06.01.1915[21] — полковник Рубовский, Павел Николаевич
- 06.01.1915 — 06.07.1915 — полковник Попов, Евлампий Васильевич
- 06.07.1915 — 17.07.1916 — полковник Диденко, Анатолий Михайлович
- 14.08.1916 — 04.04.1917 — полковник Лебедев, Николай Владимирович
- 13.05.1917 — хх.хх.хххх — полковник Пузинский, Владимир Францевич

## Знаки отличия
- Полковое Георгиевское знамя с надписями: «За оборону крепости Баязет 20 и 21 Июня 1829 г. и за отличие при взятии штурмом Андийского редута 1 Апреля 1859 г.» и «1700—1900». С Александровской юбилейной лентой. Высочайший приказ от 25.06.1900 г. Первое отличие пожаловано 22.08.1829 г. 2-му батальону Козловского полка, второе отличие пожаловано 18.02.1860 г. 1-му батальону Тенгинского полка.
- Поход за военное отличие. Пожалован Тенгинскому полку 4.03.1814 г. за отличия в войне с французами в 1812-14 гг. и особенно за отличие в сражении при Лейпциге 4.10.1813 г. и Крымскому полку 1.01.1828 г. и за отличие в Ушаганском сражении 17.08.1827 г. во время русско-персидской войны 1826—1828 годов.
- Знаки на головные уборы с надписями: «За покорение Чечни в 1857, 1858 и 1859 гг.». Пожалованы 19.02.1860 г.
- Георгиевские трубы с надписью: «За усмирение горских племен Терской области в 1877 году». Пожалованы 6.01.1879 г.

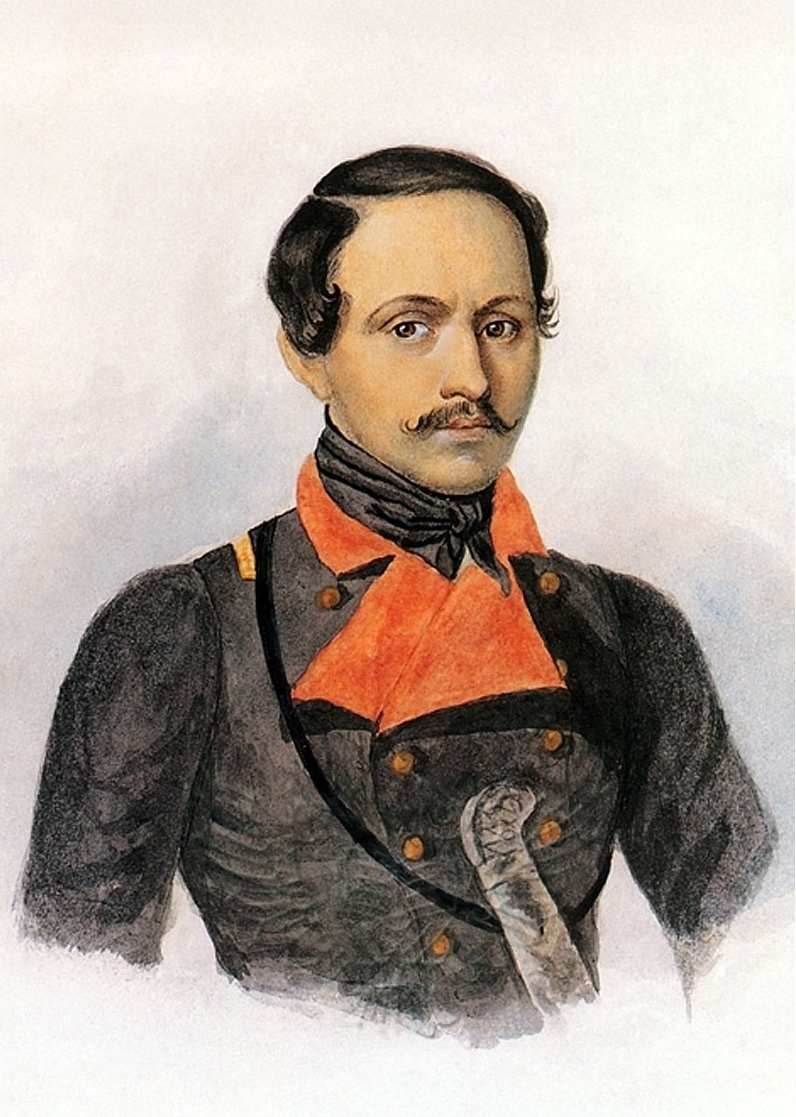
Русский писатель и поэт М. Ю. Лермонтов в сюртуке офицера Тенгинского пехотного полка. 1841. Художник К. А. Горбунов

## Командиры Тенгинского пехотного полка 1-го формирования
- 30.09.1771 — xx.xx.1779 — полковник (с 28.06.1778 года бригадир) Фабрициан, Фёдор Иванович
- 22.09.1779 — хх.хх.1784 — полковник Вильбоа, Пётр
- 21.04.1784 — хх.хх.1789 — полковник Венцель, Андрей Филимонович
- xx.xx.1789 — xx.xx.1790 — полковник Ермолов, Николай Алексеевич

## Известные тенгинцы
- Фабрициан, Фёдор Иванович — генерал-майор, герой русско-турецкой войны 1768—1774 гг., первый кавалер ордена св. Георгия III-й степени — командовал полком с 1771 по 1779 гг.
- Головачёв, Николай Никитич — генерал-лейтенант (с 1874), с 1848 по 1854 служил в Тенгинском полку в чинах от подпоручика до капитана.
- Лермонтов, Михаил Юрьевич — поэт.
- Осипов, Архип Осипович — рядовой, герой обороны Черноморской береговой линии.
- Белевич, Константин Павлович — писатель.
- Пух, Роман Филиппович — участник Белого движения, подполковник 3-го Корниловского ударного полка.
- Тихановский, Иосиф Андреевич — генерал-майор, с 1859 по 1863 командовал 6-м резервным батальоном Тенгинского полка.
- Сангушко, Роман Евстафьевич — польский князь, лишённый дворянства за участие в восстании 1830—1831 годов, служил солдатом, был произведён в офицеры за храбрость.

## В искусстве

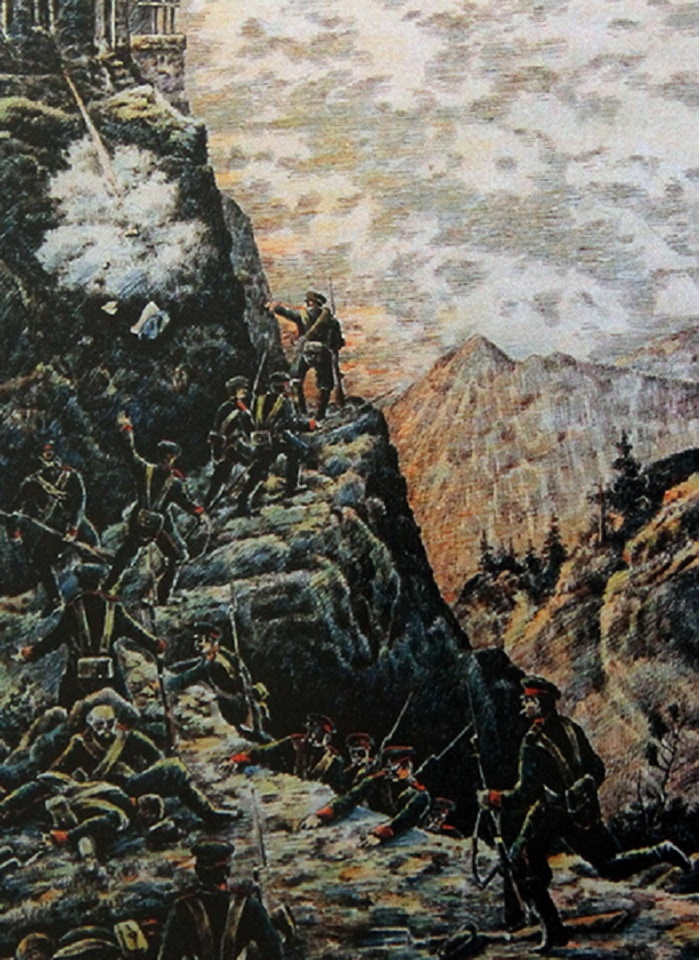
Взятие штурмом горского аула 2-м батальоном Тенгинского полка 27 сентября 1836 г., Худ. поручик Тенгинского полка Е. Геевский
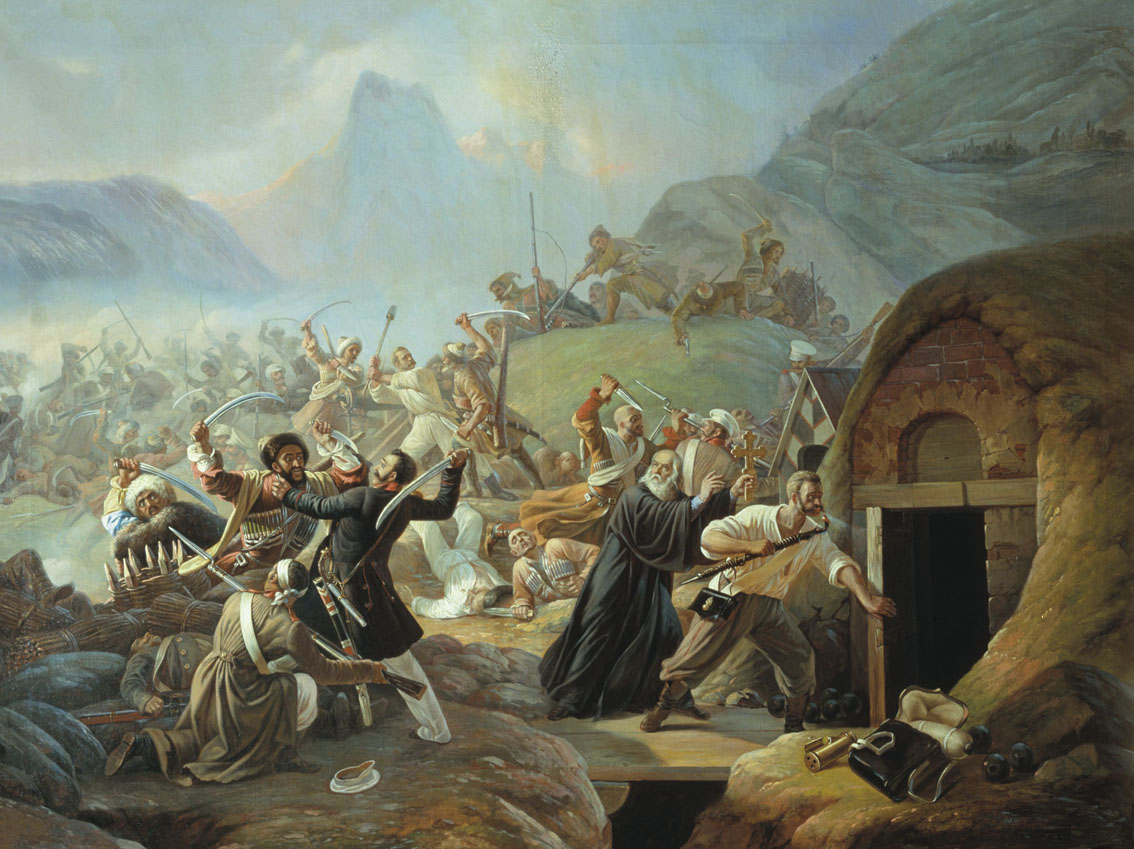
Подвиг рядового 77-го пехотного Тенгинского полка Архипа Осипова 22 марта 1840 года. Картина работы А. А. Козлова.
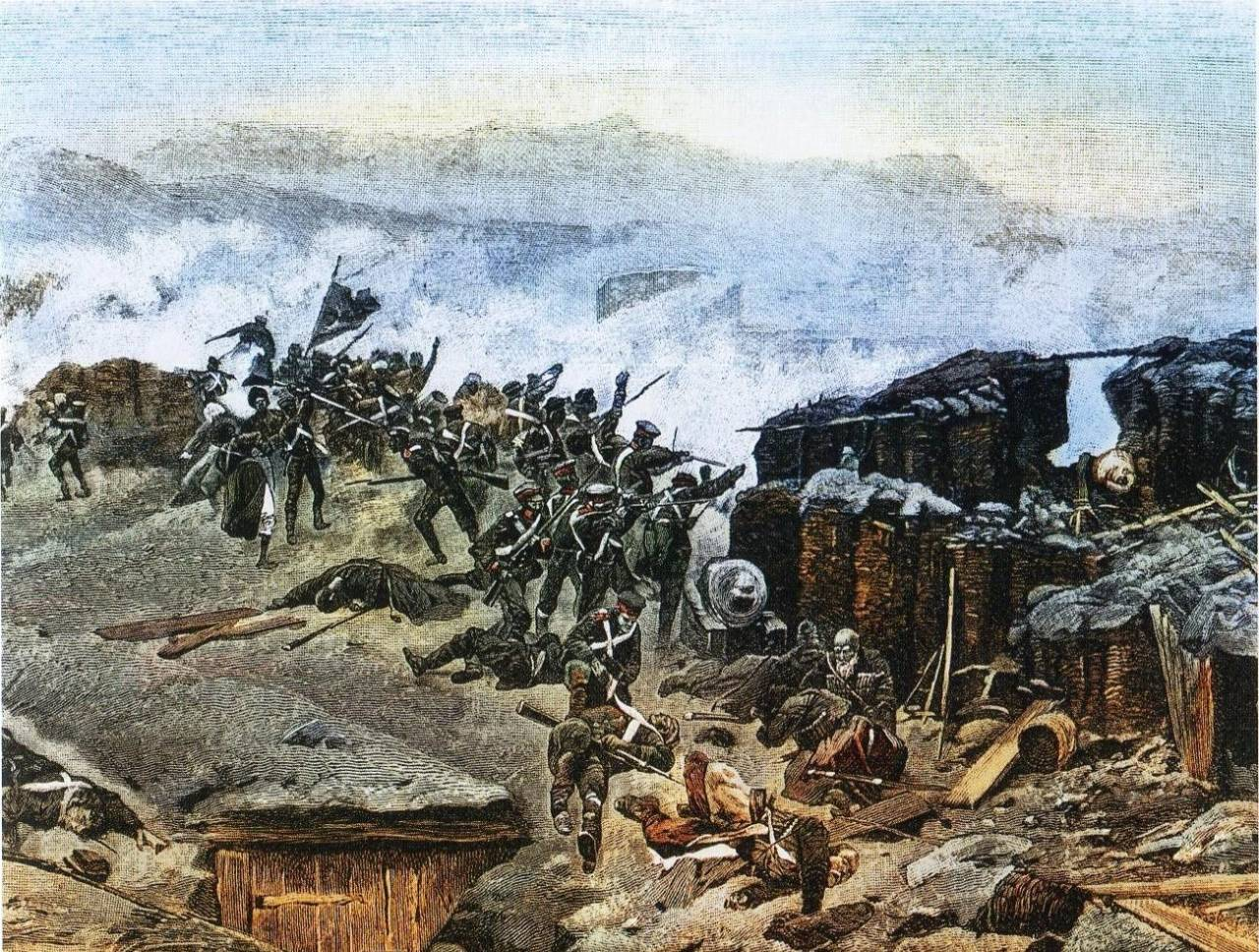
Штурм черкесами Михайловского укрепления 22 марта 1840 года. Художник Франц Рубо.

Как черкесы к нам ходили

Лет уж будет с пятьдесят.

Раз, два! Меж собой они решили

Резать наших жён-ребят.

А в Михайловском на взморье

В укреплении сидят,

Раз, два! Всё Тенгинцы — горцам горе, -

Там давно они стоят.

Подошли черкесы грозно,

Тысяч, кажется, с пяток,

Раз, два! С шумом, с гиком скачут грозно,

Мчатся с гор как злой поток.

А Тенгинцы молодцами

Не считая тут врагов,

Раз, два! И картечью и штыками

Их укладывали в ров.

Но врагам пришла подмога,

Стали снова напирать.

Раз, два! В помощь нам была подмога,

Чтоб нам крепость не сдавать.

«Крепче, братцы, не сдаваться!

Здесь положим мы живот!

Раз, два! Равны мы теперь сражаться — 

Русских много славных рот.

Пусть врагам известно будет,

Что за Русская земля!

Раз, два! Враг нас сдаться не принудит,

Ляжем все здесь за Царя!» -

Так по долгу по святому

Архип Осипов сказал.

Раз, два! К погребу пороховому

С фитилем у входа встал.

Все враги вдруг побледнели -

Страшен был он с фитилем!

Раз, два! Вместе с погребом взлетели

И погибли все огнём.

В перекличке по уставу

Вызывается Архип.

Раз, два! Отвечают, что за Веру,

За Отечество погиб!